# Ferdinando Gorges
Sir Ferdinando Gorges (1565-1647), appelé le « père de la Colonisation en Amérique du Nord », est un entrepreneur colonial fondateur de la Province du Maine en 1622. 

## Biographie
Sir Ferdinando Gorges est né à Clerkenwell, dans le Middlesex, en Angleterre. Il est le fils d' Edward Gorges et Lady Cicely Lygon. Entré très jeune dans l'armée, il obtient le grade de capitaine lors du siège de Sluys en 1587, puis est blessé lors du siège de Paris en 1590 puis fait chevalier après le siège de Rouen (1591).
Il exprime de l'intérêt pour la colonisation lorsque George Weymouth lui présente trois amérindiens capturés. En 1607, il est actionnaire de la Colonie de Plymouth et participe avec Sir John Popham au financement de la Colonie Popham du Maine, à Phippsburg (Maine).
En 1622, Gorges reçoit des terres du gouverneur John Mason, du "Plymouth Council for New England", dans la Province du Maine, près de la rivière Merrimack et de la rivière Kennebec. Sir Ferdinando Gorges et John Mason scindent le territoire le long de la Piscataqua en 1629, via un pacte qui crée la Province du New Hampshire, formée par Mason au sud, et le New Somersetshire, créé par Gorges, dans ce qui est aujourd'hui le sud du Maine et qui donnera plus tard son nom au Comté de Somerset. Christopher Levett, un de ses agents, membre du conseil de la Colonie de Plymouth, fonde en 1623 près du site de la future Portland, Maine, une maison de pierre puis une ville nouvelle au nom de York, sa ville natale, avec un groupe d'anglais, mais cette colonie échoue.